# Pentaplátano
Pentaplátano är en ort i Grekland.   Den ligger i prefekturen Nomós Péllis och regionen Mellersta Makedonien, i den norra delen av landet, 300 km norr om huvudstaden Aten. Pentaplátano ligger 135 meter över havet och antalet invånare är 1 015.
Terrängen runt Pentaplátano är platt åt sydost, men åt nordväst är den kuperad. Terrängen runt Pentaplátano sluttar söderut. Runt Pentaplátano är det ganska tätbefolkat, med 149 invånare per kvadratkilometer. Närmaste större samhälle är Giannitsá, 3,2 km söder om Pentaplátano. Trakten runt Pentaplátano består till största delen av jordbruksmark.